# Aliso
Aliso war ein römisches Militärlager in Germania magna in der Zeit der Augusteischen Germanenkriege, das besonders im Zusammenhang mit der Varusschlacht (ca. 9 n. Chr.) Bedeutung erlangte. Verschiedene antike Geschichtsschreiber erwähnen den Ort, woraus sich aber keine sichere Lagebestimmung ableiten lässt. Die Versuche von Archäologen und Historikern, den Ortsnamen einem der bereits entdeckten Römerlager rechts des Rheins zuzuordnen, sind noch nicht zu abschließenden Ergebnissen gekommen. Anhand von Indizien lässt sich jedoch vor allem das Römerlager Haltern als wichtigster Kandidat identifizieren.

## Römische Geschichtsschreibung
Für die Zeit der Varusschlacht, bei der die Germanen die Römer vernichtend geschlagen hatten, erwähnen die römischen Geschichtsschreiber nur ein Militärlager namentlich. Aliso müsste östlich des Rheins und nördlich des Mains im noch nicht von den Römern vollends beherrschten germanischen Gebiet gelegen haben.
Es gibt eine Reihe von Textstellen bei den römischen Historikern Tacitus, Cassius Dio, Velleius Paterculus und Frontinus, die den Namen Aliso bzw. Elison erwähnen.  Im Zusammenhang mit dem Elison fällt bei Cassius Dio als dem ausführlichsten Schilderer der Varusschlacht der Name Lupias (möglicherweise die Lippe) als die Bezeichnung für einen Fluss, in den ein weiterer Fluss eben mit dem Namen Elison (möglicherweise die Seseke bei Oberaden, oder die Stever bei Haltern) mündet. Ptolemäus bestimmt zudem in seiner Geographie die beiden germanischen Orte – Alison (Ἄλισον) und Alisos (Ἄλισος) und gibt zu ihnen unterschiedliche geografische Koordinaten an.

### Einzelne Textstellen
In folgenden Textstellen wird Aliso direkt erwähnt:
- Cassius Dio 54,33,4
- Velleius Paterculus 2,120,4
- Tacitus, annales 2,7

Cassius Dio berichtet über die Gründung einer Festung (φρύριόν τί σφισιν) im Jahr 11 v. Chr. nach der Schlacht von Arbalo (auf dem Rückweg von der Weser):
So wurden sie besiegt und waren dann nicht mehr so kühn, belästigten aber weiterhin geringfügig seine Truppen aus der Entfernung, ohne näher zu kommen. Drusus fühlte sich nun seinerseits überlegen und legte dort, wo der Lupias (Λουπίας) und der Elison (᾿Ελίσων) sich vermischen, eine Festung an und eine weitere im Land der Chatten beim Rheine selbst.

In der Archäologie wird heute jedoch in der Beschreibung von Cassius Dio davon ausgegangen, dass es sich bei dem Begriff Elison (womöglich als – heute nicht bekannter – Fluss gemeint) nicht um das Lager Aliso handelt. Auf der Suche nach einem Lager an dem Fluss Lippe (Lupia) wurde das Römerlager Oberaden entdeckt. Unweit vom Römerlager Oberaden liegt an der Lippe das Römerlager Beckinghausen bei Lünen.
Velleius Paterculus berichtete über das Lager (castra) Aliso nach der Varusschlacht:
Anerkennung verdient auch die Tüchtigkeit des Lagerkommandanten L. Caedicius und derer, die, mit ihm zusammen in Aliso eingeschlossen, durch riesige Massen von Germanen belagert wurden: unter Überwindung aller Schwierigkeiten, die der Mangel an Lebensmitteln unerträglich und der Ansturm der Feinde unüberwindlich machte, fassten sie weder übereilte Entschlüsse noch begnügten sie sich mit tatenloser Vorsicht: sie warteten den geeigneten Moment ab, dann bahnten sie sich mit dem Schwerte die Rückkehr zu den ihrigen.
Tacitus schrieb im Hinblick auf das Jahr 16 über ein Lippe-Kastell und das Kastell Aliso (Tacitus 2,7):
„Während nun die Schiffe zusammengezogen wurden, ließ der Caesar den Legaten Silius mit einer leichtbewaffneten Truppe einen Einfall in das Chattenland machen; er selbst führte auf die Nachricht, ein an der Lippe angelegtes Kastell werde belagert, sechs Legionen dorthin. Doch konnte weder Silius wegen plötzlicher Regengüsse etwas anderes ausrichten, als ein wenig Beute zu machen und des Chattenfürsten Arpus Frau und Tochter zu entführen, noch gaben dem Caesar die Belagerer Gelegenheit zum Kampf, da sie auf die Kunde von seinem Anrücken auseinandergelaufen waren. Sie hatten jedoch den kürzlich für die Legionen des Varus errichteten Grabhügel und einen alten, für Drusus erbauten Altar zerstört. Germanicus stellte den Altar wieder her und führte zu Ehren des Vaters persönlich an der Spitze der Legionen eine feierliche Parade an; den Grabhügel zu erneuern schien nicht zweckmäßig. Schließlich wurde das ganze Gebiet zwischen dem Kastell Aliso und dem Rhein durch neue Heerstraßen und Dammwege erschlossen und gesichert.“
Folgende Textstellen werden außerdem mit „Aliso“ wenigstens in Verbindung gebracht:
- Cassius Dio 56,22,2a–3
- Frontinus 2,9,4; 3,15,4; 4,7,8
- Ptolemaios 2,11,14

Cassius Dio berichtete über die Zeit unmittelbar nach der Varusschlacht:
„Und die Barbaren erstürmten sämtliche Kastelle außer einem; dieses aber hielt sie so lange auf, dass sie weder den Rhein überschritten noch nach Gallien einfielen. Vielmehr konnten sie nicht einmal dieses in ihre Gewalt bringen, da sie sich nicht auf die Belagerung verstanden und zudem die Römer zahlreiche Bogenschützen hatten, von denen sie unter sehr starken Verlusten zurückgedrängt wurden. Als sie dann die Nachricht erhielten, dass die Römer am Rhein Wache hielten und dass Tiberius mit einem starken Heer im Anmarsch sei, ließen die meisten vom Kastell ab; die Zurückgebliebenen entfernten sich etwas von ihm, um nicht durch plötzliche Ausfälle der Besatzung Schaden zu erleiden, und behielten die Anmarschwege scharf im Auge, in der Hoffnung, durch Lebensmittelknappheit die Übergabe zu erzwingen. Die römische Besatzung aber harrte aus, solange sie genügend Proviant hatte, und hoffte auf Entsatz. Als ihnen aber niemand zu Hilfe kam und der Hunger sie quälte, warteten sie eine stürmische Nacht ab und zogen ab. Es waren wenige Soldaten, viele ohne Waffen. Und...... sie kamen auch an deren erstem und zweiten Wachtposten vorbei; als sie sich aber dem dritten näherten, wurden sie bemerkt, da die Frauen und Kinder aus Erschöpfung und Angst und wegen der Dunkelheit und Kälte andauernd die Männer zurückriefen. Und sie wären alle zugrunde gegangen oder auch in Gefangenschaft geraten, wenn sich die Barbaren nicht zu sehr mit dem Erraffen der Beute aufgehalten hätten. Denn so gewannen die Stärksten einen großen Vorsprung, und indem die Trompeter, die bei ihnen waren, das bei schnellem Marsch übliche Signal bliesen, erweckten sie beim Feinde den Glauben, dass sie von Asprenas geschickt seien. Daher ließen diese von der Verfolgung ab, und als Asprenas von dem Vorfall hörte, kam er ihnen tatsächlich zu Hilfe.“ 
Sextus Iulius Frontinus schrieb:
2,9,4: „Der Germanenherzog Arminius ließ in ähnlicher Weise (wie Lucius Sulla) die Köpfe derer, die er getötet hatte, aufspießen und an den Wall des feindlichen Lagers herantragen. [...]
3,15,4: Als die Überlebenden nach der Niederlage des Varus belagert wurden, weil es schien, sie hätten Mangel an Getreide, führten sie einige Gefangene eine ganze Nacht hindurch in den Magazinen umher, hieben ihnen dann die Hände ab und entließen sie. Diese brachten die Belagerer dazu, ihre Hoffnung auf eine schnelle Eroberung nicht auf eine Hungersnot der Römer zu bauen, da jenen ein gewaltiger Vorrat an Nahrungsmitteln zur Verfügung stände. [...]
4,7,8: Als der Primipilar Caedicus, der in Germanien nach der Niederlage des Varus die Führung der eingeschlossenen Römer übernommen hatte, befürchtete, die Barbaren würden das Holz, das sie gesammelt hatten, an den Wall schaffen und sein Lager anzünden, tat er, als hätte er Mangel an Holz, und sandte überallhin Leute aus, um es heimlich zu entwenden, und erreichte dadurch, dass die Germanen sämtliche Baumstämme wegschafften.“

## Suche nach Aliso
Die Berichte der antiken Historiker haben bis in die heutige Zeit eine Suche nach diesem Kastell in Gang gesetzt, die bislang trotz aller wissenschaftlichen Bemühungen zu keinem eindeutigen Ergebnis geführt hat. Bei der Klärung spielen insbesondere die archäologischen Erkenntnisse aus dem Fund und der Untersuchung der Römerlager in Westfalen sowie die etymologische Namenskunde eine Rolle. Letztere vergleicht die bekannten Ortsnamen mit lokal vorhandenen, die etymologisch auf jene zurückgeführt werden können. Ein wichtiges Beispiel ist Elsen bei Paderborn, wo aber bisher keine Hinweise auf römische Aktivitäten gefunden werden konnten. Allerdings liegt das Römerlager Anreppen in unmittelbarer Nähe Elsens.
Wenn auch die Glaubwürdigkeit einiger Details umstritten sein mag, konnten die Römer Aliso offenbar erfolgreich verteidigen. Nach einigen der gängigsten Theorien befand sich Aliso an der Lippe und könnte eines der folgenden heute bekannten Römerlager gewesen sein:
- Römerlager Haltern, Annaberg, Wiegel, Hofestatt
- Römerlager Holsterhausen
- Römerlager Oberaden
- Römerlager Beckinghausen
- Römerlager Anreppen

Allerdings befindet sich an keinem dieser Orte ein Fluss, dessen heutiger Name mit dem Namen Elison in Verbindung gebracht werden könnte. Demgegenüber fließt unweit von Kalkriese die Else, jedoch fließt sie einerseits in die Werre, und andererseits ist dort bislang kein Römerlager entdeckt worden.
2010 veröffentlichte die Altertumskommission für Westfalen eine Publikation von Rudolf Aßkamp, das die Indizien für eine Gleichsetzung Alisos mit dem Römerlager Haltern zusammentrug. Für diese Vermutung sprächen einige archäologische Indizien, wie Reste von gefundenen Verteidigungswaffen und ein Massengrab.
In Elsen und in Bergkamen-Oberaden gibt es eine Alisostraße, in Haltern am See den Alisowall.